# 4607 Seilandfarm
4607 Seilandfarm eller 1987 WR är en asteroid i huvudbältet som upptäcktes den 25 november 1987 av de båda japanska astronomerna Kazuro Watanabe och Kin Endate vid Kitami-observatoriet. Den är uppkallad efter Seilandfarm.
Asteroiden har en diameter på ungefär 7 kilometer.